# Патаркацишвілі Бадрі Шалвович
Ба́дрі (Арка́́дій) Ша́лвович Патаркацишві́лі (груз. ბადრი (არკადი) პატარკაციშვილი; *31 жовтня 1955, Тбілісі — 12 лютого 2008, Велика Британія) — відомий грузинський підприємець, один з соратників Бориса Березовського. Знаходився в опозиції до уряду президента Грузії Михайла Сакаашвілі, був кандидатом на президентських виборах в Грузії в січні 2008 року — отримав 7,1 % голосів. Звинувачувався прокуратурою Грузії в підготовці до силової зміни влади в країні. Був засновником та власником медійної групи «Імеді». Помер від серцевого нападу у Великій Британії, де мешкав протягом декількох років.